# Solangella
Solangella is een kevergeslacht uit de familie van de boktorren (Cerambycidae). De wetenschappelijke naam van het geslacht werd voor het eerst geldig gepubliceerd in 1997 door Martins.

## Soorten
Solangella omvat de volgende soorten:
- Solangella lachrymosa (Martins & Monné, 1975)
- Solangella meridana (Bates, 1872)
- Solangella micromacula Martins, 1997